# Канікули на морі
«Кані́кули на мо́рі» — фільм про велику дружну сім'ю, яка зібралася відзначити важливе свято.

## Зміст
Літо в Бретані. Велика родина збирається разом, щоб відзначити 67-річчя бабусі. Сімейне збіговисько перетворюється в божевільні канікули з нескінченним застіллям, шампанським, смаженим ягням, піснями, походом на танці, першим коханням і низкою несподіваних відкриттів, які можливі лише там, де дивиться на світ 11-річна дівчинка, Альбертіні. Літо, море, 1979 рік, легке напруження в повітрі підтримує очікування падіння на Землю супутника NASA. У цьому ж напрямку прагнуть рухатись батьки Альбертіні, сімейна пара з Парижа, власники прогресивних ідей і ліворадикальних поглядів, без іскрометної участі яких не проходить жодна дискусія за святковим столом.